# Mercato Saraceno
Mercato Saraceno là một đô thị tại tỉnh Forlì-Cesenatrong vùng Emilia-Romagna, có cự ly khoảng 90 km về phía đông nam của Bologna và khoảng 35 km về phía đông nam của Forlì. Tại thời điểm ngày 31 tháng 12 năm 2004, đô thị này có dân số 6.442 người và diện tích là 99,8 km².
Đô thị Mercato Saraceno có các frazioni (đơn vị trực thuộc, chủ yếu là các làng) Bacciolino, Bora, Boratella, Cella, Ciola, Linaro, Monte Castello, Monte Iottone, Monte Sasso, Musella, Paderno, Piavola, San Damiano, San Romano, Schiazzano, và Taibo.
Mercato Saraceno giáp các đô thị: Bagno di Romagna, Cesena, Novafeltria, Roncofreddo, Sarsina, Sogliano al Rubicone, Talamello.